# Okrouhlička
Okrouhlička é uma comuna checa localizada na região de Vysočina, distrito de Havlíčkův Brod.